# Тарік Махмуд Чаудрі
Тарік Махмуд Чаудрі (нар. 5 листопада 1958 року, Фейсалабад, Пакистан) — пакистанський бізнесмен, президент футбольного клубу «Маріуполь» з 2015 року.

## Життєпис
У 1977 році закінчив Державний коледж у Фейсалабаді. У 1985 році завершив навчання в Ждановському металургійному інституті (зараз Приазовський державний технічний університет у Маріуполі), спеціалізація — металургія чорних металів. У 1985—1987 роках працював науковим співробітником у Ждановському металургійному інституті, 1988 року отримав диплом кандидата технічних наук. Доктор Тарік Чаудрі є почесним професором Приазовського державного технічного університету.
У 1988 році створив в Маріуполі радянсько-пакистанське підприємство «Совпаксервіс». З 1992 по 1993 був генеральним консультантом спільного підприємства СП «Інтеріннотех», в жовтні 1993 р став директором компанії TACO METALSASIA LTD. У міжнародну бізнес-імперію Таріка Чаудрі входять компанії SABINA PAK, TACO METALSASIA LTD, S.I.T. LIMITED, офіси яких працюють в Україні, Пакистані, Гонконгу, Сінгапурі, Туреччині й ОАЕ. Проживає в Москві.
На офіційному сайті ФК «Маріуполь» стверджується, що Чаудрі 2011 році ввійшов до складу акціонерів футбольного клубу «Іллічівець»[джерело?]. Водночас, згідно з Єдиним державним реєстром, Чадрі та його компанія ввійшли до складу акціонерів ФК «Маріуполь» 10 січня 2018 року.

## Праці
- Металургія (проблеми, теорія, технологія, якість): підручник для вузів / П. С. Харлашин [та ін.]. — Маріуполь: Вид-во ПДТУ, 2004. — 723 с.

- Теория и практика сталеплавильных технологий: [справ.-науч. пособие] / П. С. Харлашин [и др.] ; ред. П. С. Харлашин ; Приазов. гос. техн. ун-т. — Мариуполь: ПГТУ, 2012. — 619 с.